# Joseph Martin Kraus

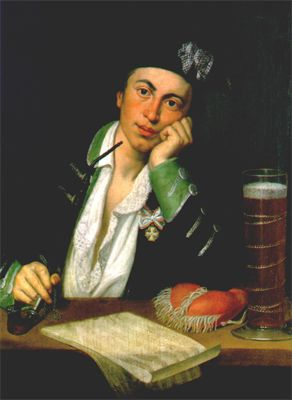
Joseph Martin Kraus als Student in Erfurt mit dem Ordenszeichen der Amicisten am Revers.

Joseph Martin Kraus (* 20. Juni 1756 in Miltenberg; † 15. Dezember 1792 in Stockholm) war ein deutsch-schwedischer Komponist der klassischen Periode, Kapellmeister am Hof des schwedischen Königs Gustav III. und Direktor der Königlich Schwedischen Musikakademie.

## Leben

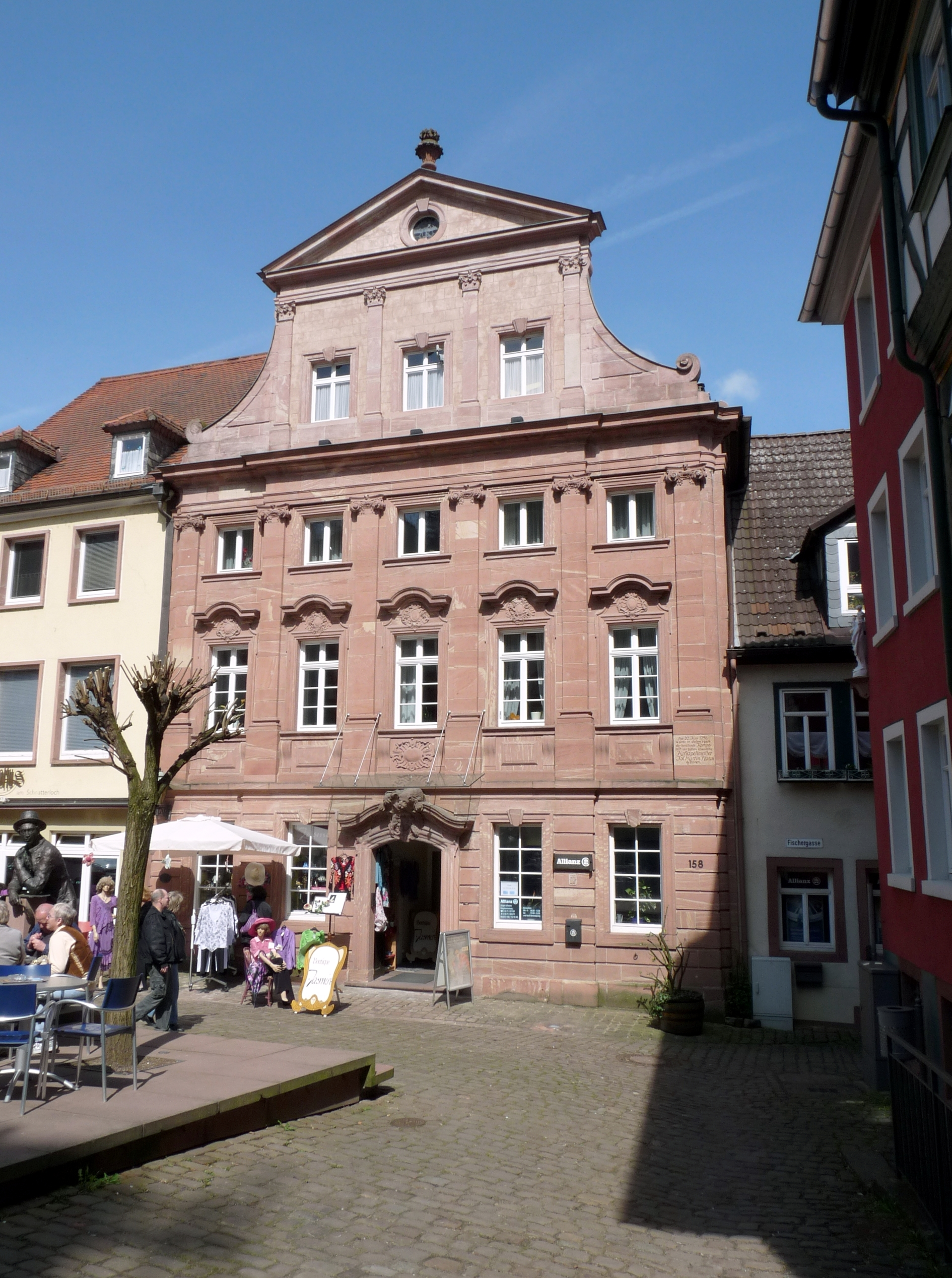
Geburtshaus in Miltenberg

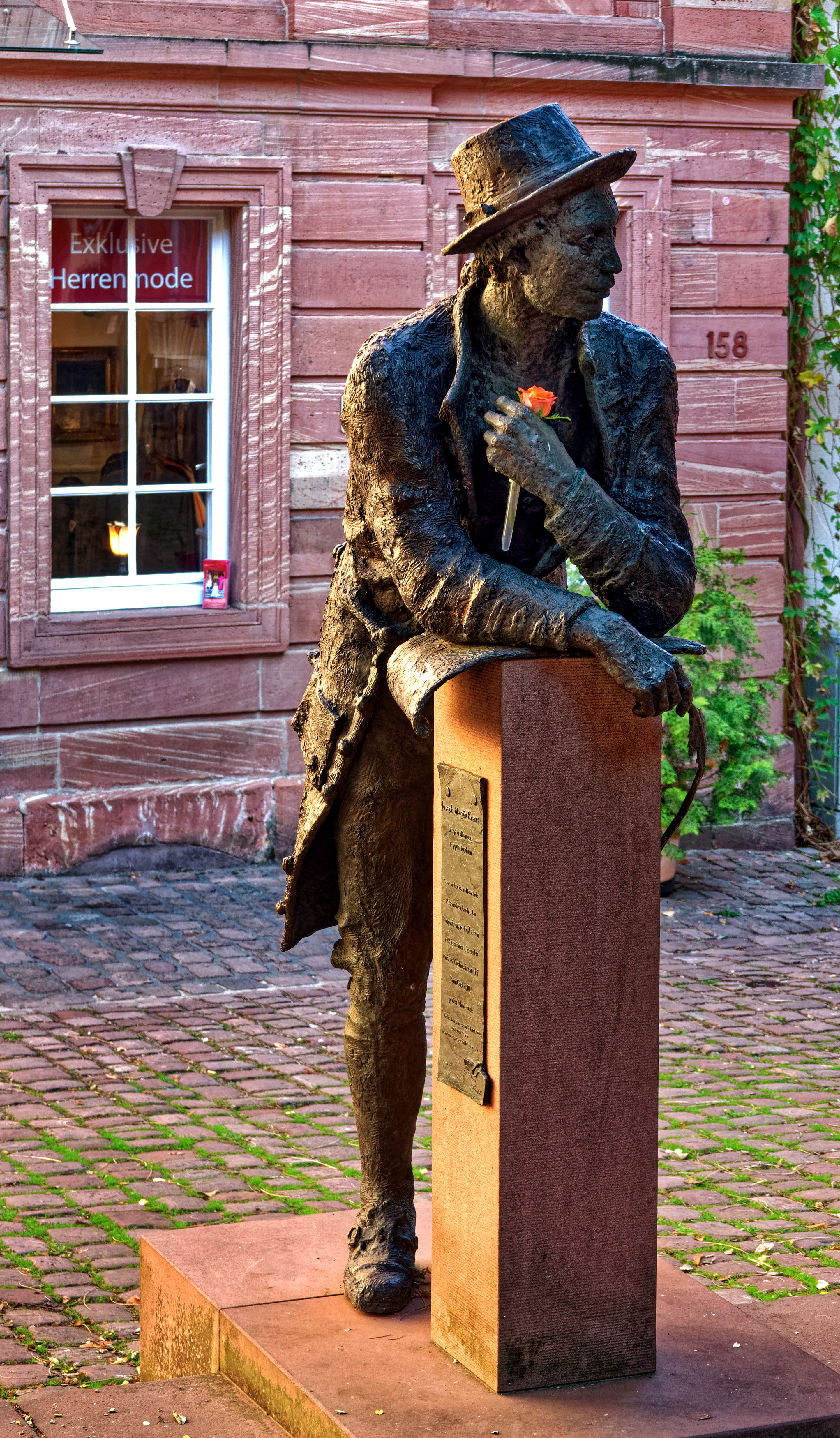
Denkmal in der Geburtsstadt Miltenberg

Joseph Martin Kraus, Sohn des kurmainzischen Beamten Joseph Bernhard Kraus und der Anna Dorothea geb. Schmidt, wurde in Miltenberg geboren. Er verbrachte die ersten drei Lebensjahre in Amorbach, wo der Vater zunächst Stadtschreiber war. 1761 zog die Familie nach einer kurzen Zeit in Osterburken nach Buchen (Odenwald), wo der Vater die Stellung des kurmainzischen Amtskellers erhielt. Joseph Martin Kraus ließ bereits als Schüler eine deutliche musikalische Begabung erkennen, die durch den Rektor der Buchener Lateinschule, Georg Joseph Pfister (1730–1807), und den Kantor Bernhard Franz Wendler (1702–1782) gefördert wurde. 1768 kam Joseph Martin Kraus nach Mannheim, wo er das Jesuitengymnasium und das Musikseminar besuchte und besonders durch die Patres Alexander Keck (1724–1804) und Anton Klein (1748–1810) eine gute Ausbildung in Musik genoss.
Anfang 1773 begann Kraus – wohl auf Wunsch seines Vaters – ein Studium der Rechtswissenschaften an der Universität Mainz. Noch im gleichen Jahr wechselte er an die Universität Erfurt, um seine Studien dort fortzusetzen. Während des Studiums beschäftigte er sich auch intensiv mit Musik. Im November 1775 musste er seine Studien aufgrund eines Verleumdungsprozesses gegen seinen Vater für ein Jahr unterbrechen. In dieser Zeit schrieb er den Tolon, ein Trauerspiel in drei Akten, und er komponierte kirchenmusikalische Werke wie ein Requiem, ein Te Deum, zwei Oratorien (Die Geburt Jesu und Der Tod Jesu) und die Motette Fracto Demum Sacramento.

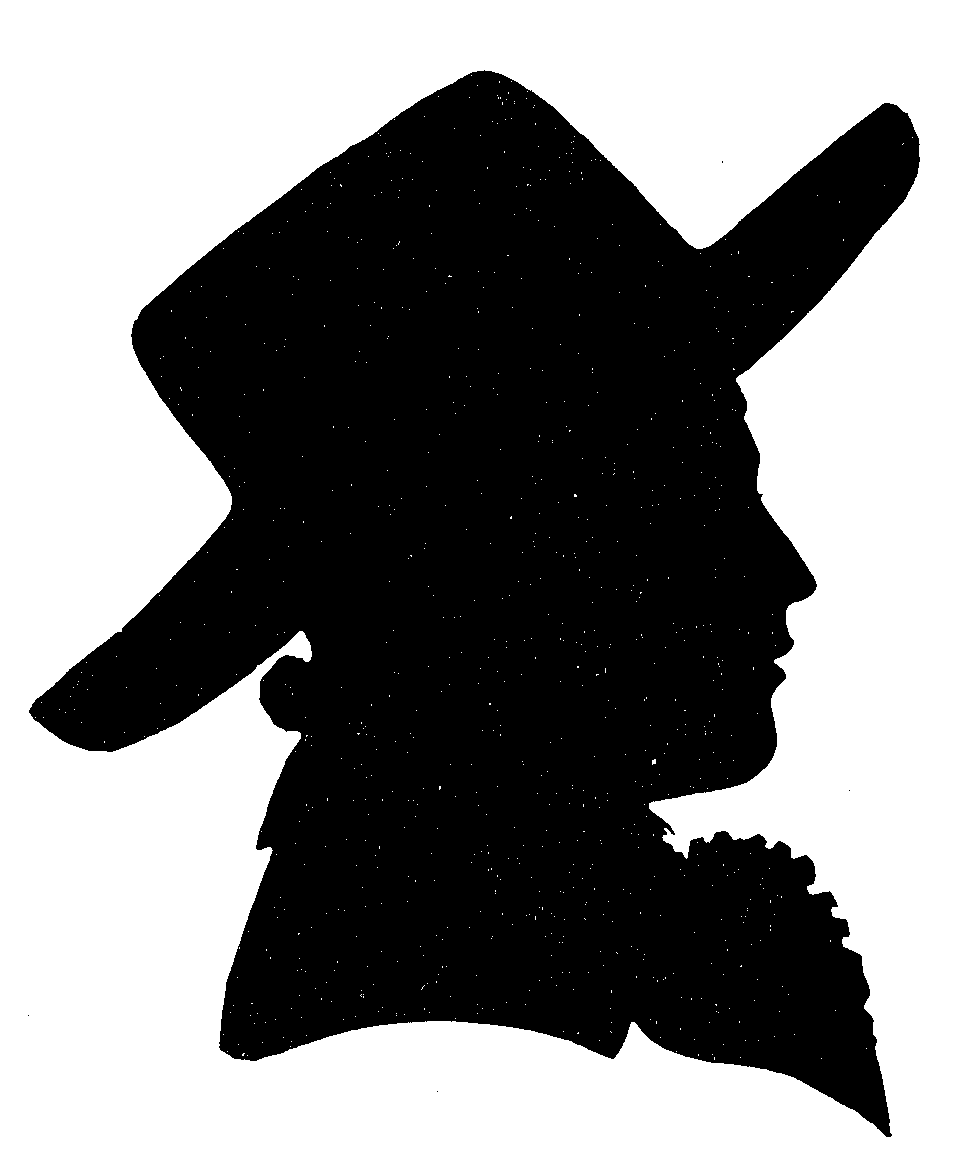
Schattenriss Joseph Martin Kraus aus seiner Göttinger Zeit

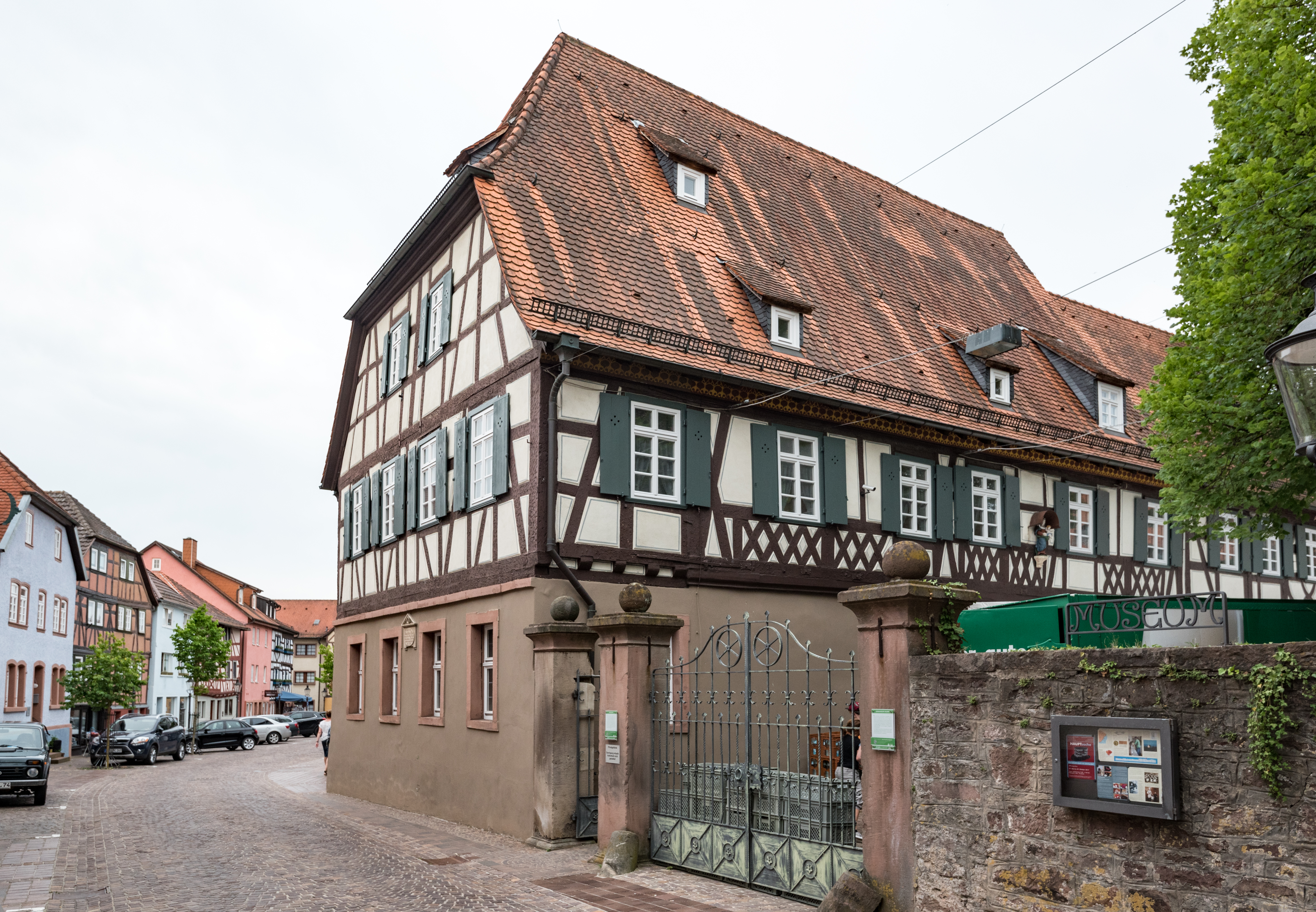
Trunzerhaus, ehemalige Amtskellerei in Buchen (Odenwald)

Im Anschluss an diese Pause setzte Kraus sein Studium der Rechtswissenschaften 1776/1777 an der Universität Göttingen fort. Zugleich schrieb er im Umfeld des Göttinger Hainbundes Gedichte, Dramen und weitere Oratorien.
Die Kontakte zu seinem schwedischen Kommilitonen Carl Stridsberg bewogen ihn, nach Schweden zu gehen. Am 26. April 1778 verließ er Göttingen und traf am 3. Juni 1778 in Stockholm ein. In der Zwischenzeit erschien in Frankfurt am Main seine Streitschrift Etwas von und über Musik: fürs Jahr 1777, die bislang einzig nachweisbare musikästhetische Abhandlung des Sturm und Drang.
In Schweden dauerte es einige Zeit, bis Kraus erste Erfolge aufweisen konnte. Er lebte zunächst in Armut und musste des Öfteren seine Eltern um Unterstützung bitten. Erst mit der Uraufführung der Oper Proserpin im Jahr 1781 gelang ihm der Durchbruch. Kraus wurde zum zweiten Hofkapellmeister ernannt, bekam vom schwedischen König Gustav III. ein jährliches Gehalt von 300 Dukaten und wurde, um die europäischen Theater kennenzulernen, auf eine Reise durch Europa geschickt, die er am 7. Oktober 1782 antrat. Auf dieser Reise, die ihn über Dresden, Leipzig, Erfurt, Würzburg und Regensburg mit einem Abstecher zu seinen Eltern nach Wien führte, lernte er unter anderem Roman Hoffstetter, Kaiser Joseph II., Joseph Haydn, Christoph Willibald Gluck und Antonio Salieri, Johann Georg Albrechtsberger sowie den Fürsten Nikolaus Esterházy kennen. Hierbei entstand der Hauptteil seiner kammermusikalischen und symphonischen Werke. Kraus’ erste kompositorische Veröffentlichung, die sechs Streichquartette Op. 1, die Gustav III. gewidmet sind, wurden 1784 durch den Verleger Johann Julius Hummel (Berlin/Amsterdam) herausgebracht. In ihnen setzt sich Kraus eindringlich, zum Teil auch ironisch und dekonstruierend, mit der durch Haydn geprägten Gattung auseinander. Einige Symphonien, die unter anderem an den Höfen in Regensburg oder Esterháza aufgeführt wurden, tauchten unter anderem Namen in Pariser Sammeldrucken 1787 und 1788 auf, andere wurden durch den Wiener Verleger und Kopisten Johann Traeg handschriftlich in ganz Europa verbreitet.
Auf der Weiterreise über Triest und Venedig nach Bologna veranlasste der Komponist Giovanni Battista Martini die Anfertigung seines Porträts durch den Künstler Antonio Pomarolli. Gemeinsam mit König Gustav III., mit dem er unterwegs zusammentraf, reiste er nach Rom zu Papst Pius VI. weiter. Über Neapel gelangte er nach Paris, wo er sich zwei Jahre lang aufhielt. Nach einem Abstecher nach London, wo er an den Händel-„Commemoration“-Feierlichkeiten teilnahm, traf er im August 1786 ein letztes Mal mit seinen Eltern und Geschwistern zusammen, bevor er wieder nach Stockholm zurückkehrte.
In Schweden, wo er 1787 zum „Ordinarie Capellmästare“ und zum Direktor der Königlichen Musikakademie ernannt wurde, gehörte zu seinen Aufgaben neben der Komposition neuer Werke die Neuorganisation des Musik- und Theaterwesens. In seiner 1790 erschienenen Liedersammlung Fredmans epistlar widmete Carl Michael Bellman Kraus die Epistel Nr. 75 (Skratta mina barn och vänner).

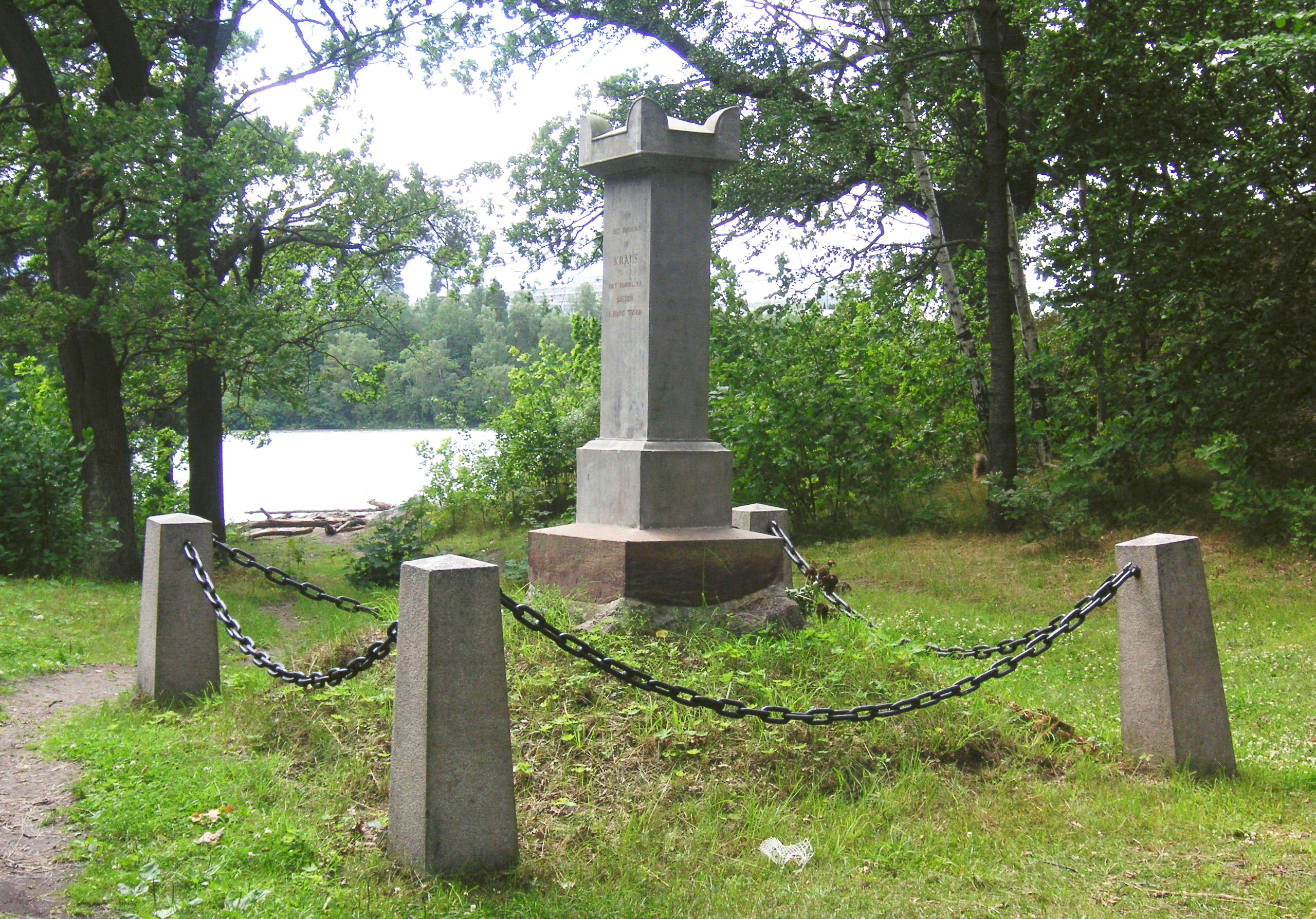
Das Grab von Joseph Martin Kraus am Brunnsviken, Schweden

Am 16. März 1792 wurde auf Gustav III. während eines Maskenballes in Kraus’ Anwesenheit ein Attentat verübt, wodurch der König lebensgefährlich verletzt wurde und wenige Tage später starb. Zu Kraus’ letzten Werken gehören die Trauersinfonie und die Trauerkantate, die anlässlich der Trauerfeierlichkeiten für Gustav III. aufgeführt wurden. Mit mehreren Arien, Ensembles, Chören und zwei umfangreichen Instrumentalsätzen, ausgeführt von 104 Mitwirkenden, bildet sie eine der umfassendsten Trauermusiken der Zeit.
Kraus soll so erschüttert vom Tod „seines“ Königs gewesen sein, dass er sich, nachdem er, schon schwer krank, die Symphonie funèbre geschrieben und uraufgeführt hatte, nicht mehr von dieser Anstrengung erholte. Am 15. Dezember 1792 starb er in Stockholm an Tuberkulose, an der er bereits seit seiner Studentenzeit gelitten hatte. Kraus’ sterbliche Überreste liegen auf der Tivoli-Halbinsel am See Brunnsviken nördlich von Stockholm begraben. 1846 errichtete man dort ein Grabmonument mit der Aufschrift: Här det jordiska af Kraus, det himmelska levfer i hans toner („Hier [liegt] das Irdische von Kraus, das Himmlische lebt in seinen Klängen“).

## Werk (Überblick)
Das kompositorische Schaffen von Joseph Martin Kraus umfasst, neben den frühen kirchenmusikalischen Werken und der 1783 in Amorbach entstandenen Motette Stella Coeli, eine Reihe von Opern, Bühnen- und Ballettmusiken, Liedern, Arien und Kantaten in deutscher, schwedischer, italienischer und französischer Sprache, Sinfonien und kammermusikalische Werke. Das von Bertil van Boer in den 1980er Jahren erstellte Werkverzeichnis (1998 aktualisiert und neu nummeriert) umfasst mehr als 200 Nummern.

### Kompositorisches Werk
Geistliche Werke
- Requiem in d-Moll (1775) VB 1
- Jubiläumsmesse für Pater Alexander Keck (verschollen) VB 2
- Requiem für Joseph II (verschollen) VB 3
- Miserere c-Moll VB 4
- Parvum quando D-Dur VB 5
- Te Deum in D-Dur (1776) VB 6
- Fracto demum sacramento, Motette in D-Dur VB 7
- Proh parvule, Sopranarie in C-Dur VB 8
- Mot en alsvädig magt, Bassarie in Es-Dur VB 9
- Stella coeli, Motette in C-Dur (1783) VB 10
- In te Domine speravi, Chor in Es-Dur (1785–1786) VB 11
- Miserere (mit Roman Hoffstetter) (verschollen)
- Miserere nostri (1788) VB 13
- Motettenfragment D-Dur VB 14
- Kom! Din herdestaf att bära („Komm, deinen Hirtenstab zu tragen“) (1790) VB 15
- Die Geburt Jesu (verschollen) VB 16
- Der Tod Jesu, Oratorium (1776) VB 17
- Fünf Choralvorspiele für Orgel VB 197

Opern, szenische Arien und Schauspielmusiken
- Azire (1778) VB 18 (Oper mit Ballettsätzen)
- Proserpin (1781) VB 19 (Neuproduktion Schwetzinger Festspiele 2006)
- Oedipe Schauspielmusik nach Gudmund Jöran Adlerbeth (1792) VB 21 (wahrscheinlich vernichtet)
- Soliman II, eller De tre Sultaninnorna (1788) VB 22
- Æneas i Carthago eller Dido och Æneas (1781–1791, 1799) VB 23, UA 1799 in Stockholm (Neuproduktion, 2. Juli 2006 am Staatstheater Stuttgart)

- Le bon seigneur Schauspielmusik, VB 25
- Hör mina ömma suckar, Arie aus Visit-timman (1787) VB 26
- Amphitryon, Intermezzi zu Molières Komödie (1784) VB 27
- Flintbergs bröllop Couplet(1787) VB 28
- Du liv vars oskuldsfulla blick, Arie aus De mexikanska systrarna (1789) VB 30
- Äfventyraren eller Resan till månens ö (1791) VB 32
- Olympie Schauspielmusik zu Johan Henric Kellgrens Tragödie, (1792) VB 33
- Festspel för hertig Carl af Södermanland (1791) „Må sveafolk din tacksamhet“ VB 34
- Oedipe, Chöre, VB 35

Ballettmusik
- Pantomime D-Dur VB 37
- Pantomime G-Dur, VB 38
- Armide (Ballettmusik zu Christoph Willibald Glucks Oper Armide) VB 39
- Fiskarena (Ballett), VB 40

Kantaten
- Zum Geburtstage des Königs Gustav III. (1782) VB 41
- Begräbniskantate für König Gustav III. (1792) VB 42 für Solisten, vierstimmigen Chor und Orchester[9]
- La Scusa (1777) VB 43
- La Pesca (1779) VB 44
- Den frid ett menlöst hjerta njuter (1782) VB 45
- La Gelosia (1780) VB 46
- La Primavera (1790) VB 47

Konzertarien
- Kantate zum Geburtstag Gustav III. (1782) VB 41
- La Scusa (1777) VB 43
- La Pesca (1779) VB 44
- Den frid ett menlöst hjerta njuter (1782) VB 45
- La Gelosia (1780) VB 46
- La Primavera (1790) VB 47
- Non più fra sassi algosi in E-Dur (1780) VB 48
- In te spero, o sposa amata in B-Dur (1782) VB 49
- T’intendo, si mio cor in Es-Dur (1781) VB 50
- Conservati fedele in G-Dur (1782) VB 51
- Misero pargoletto f-Moll VB 54
- Sentimi, non partir… Al mio bene Es-dur VB 55
- Innocente donzelletta B-Dur VB 56
- Aure belle, che spirate, konsertaria C-dur VB 57
- Du temps qui detruit tout G-Dur VB 58
- Ch'io mai vi possa C-Dur VB 59
- Del destin non vi lagnate A-dur VB 60
- Ch’io parta? M’accheto in F-Dur (1787) VB 61
- Se non ti moro al lato Es-Dur VB 62
- Ma, tu tremi Es-Dur VB 63
- Non temer, non son piu amante B-Dur VB 64
- Fermati!… Se tutti i mali miei Es-Dur VB 65
- Son pietosa e sono amante F-Dur VB 66
- Fra l'ombre un lampo solo F-Dur VB 67
- Carmen Biblicum VB 68
- Meine Mutter hat gense F-Dur VB 69
- Kör och kanon VB 70
- Aandes sagte Vestenvinde VB 71

Lieder
- Schweizerrundgesang in F-Dur (1788) VB 72
- Rheinweinlied VB 73
- An – als ihm die – starb in Es-Dur (1783) VB 74
- An die Quelle in Es-Dur (1783) VB 75
- Die Welt nach Rousseau VB 76
- Die Henne VB 77
- Hans und Hanne VB 78
- An den Wind I VB 79
- An den Wind in B-Dur (1788) VB 80
- Ich bin ein deutscher Jüngling in C-Dur (1783) VB 81
- Ich bin vergnügt VB 82
- Daphne am Bach VB 83
- Phidile in C-Dur (1783) VB 84
- Das Rosenband in A-Dur (1786) VB 85
- Anselmuccio VB 86
- An mein Mädchen in B-Dur (1783) VB 87
- Das schwarze Lieschen aus Kastilien VB 88
- Der nordische Witwer VB 89
- Ein Lied um Regen VB 90
- Der Mann im Lehnstuhl VB 91
- Die Mutter bei der Wiege VB 92
- Ein Wiegenlied: Seht doch das kalte Nachtgesicht VB 93
- An das Klavier VB 94
- Der Abschied VB 95
- Ein Wiegenlied (So schlafe nun, du Kleine) (1783) VB 96
- Gesundheit VB 97
- Depuis longtemps (1786) VB 98
- Dors mon enfant VB 99
- Est on sage VB 100
- Point de tristesse (1786) VB 101
- Sans Venus VB 102
- Aan de lente (1786) VB 103
- Conservati fedele (1788) VB 104
- Notturno G-Dur VB 105
- Si mio ben VB 106
- L’istessa canzonetta alla calabrese VB 107
- Ti sento sospiri (1788) VB 108
- Bröder, se bålen (1789) VB 109
- Elegie över ett barns död (Carl Michael Bellman) (1787) VB 111
- Hvart hastar du VB 112
- Stancer till Elias Martin VB 113
- Mina Herrar, när ni skrinna (1787) VB 114
- Öfver Mozarts död (1792) VB 115
- Posten riktigt öppnad blef VB 116
- Se källan, se lunden VB 117
- Ynglingarne VB 118
- Atis och Camilla VB 119
- Kantate zu Texten von Carl Michael Bellman (1792)
  - Fiskarstugan VB 123
  - Måltiden i fiskarstugan VB 124
  - Återfarten från fiskarstugan VB 125
- Den 24 januari 1792 VB 126
- Mjölkkammaren på Haga (zu Carl Michael Bellmans 52. Jahrestag) VB 127

Sinfonien und Orchesterwerke
- Sinfonie in A-Dur (?) VB 128
- Sinfonie „buffa“ in F-Dur (?) VB 129
- Sinfonie in F-Dur (?) VB 130
- Sinfonie in C-Dur (1780) VB 138 „Violino obligato“
- Sinfonie in C-Dur (1781) VB 139
- Sinfonie in cis-Moll (1782) VB 140
- Sinfonie in e-Moll (1783) VB 141
- Sinfonie in c-Moll (1783) VB 142
- Sinfonie in D-Dur (?) VB 143
- Sinfonie in Es-Dur (1783) VB 144
- Sinfonie in F-Dur (1786) VB 145
- Sinfonie in D-Dur (1789) VB 146 „Sinfonia per la chiesa“
- Sinfonia di chiesa d-moll VB 147
- Sinfonie in c-Moll (1792) VB 148 „Symphonie funèbre“ (zur Aufbahrung des ermordeten Königs Gustav III.)
- Reichstagsmusik (1789, zur Eröffnung des Schwedischen Reichstages) VB 154

Konzerte
- Violinkonsert C-Dur som inledning till Johann Georg Albrechtsbergers Oratorium Die Pilgrime auf Golgatha, VB 151
- Konzert für Viola und Cello in G-Dur VB 153a
- Violakonzert in C-Dur VB 153b
- Violakonzert in Es-Dur VB 153c

Sonaten
- Violinsonate scordatura in d-Moll (1777) VB 157
- Sonate für Flöte und Bratsche (1778) VB 158
- Violinsonate in D-Dur (1782) VB 159
- Violinsonate in C-Dur (1782) VB 160
- Violinsonate in Es-Dur (1785) VB 161

Klavierwerke
- Zwei neue Kuriose Menuetten, VB 190
- Rondo F-dur, VB 191
- Svensk dans, VB 192
- Scherzo con variazioni, VB 193
- Larghetto, VB 194
- Klaviersonate in Es-Dur (1784) VB 195
- Klaviersonate in E-Dur (1788) VB 196

Streichquartette
- Streichquartett in f-Moll (1779) VB 178
- Streichquartett in c-Moll (1780) VB 179
- Streichquartett in E-Dur VB 180, „Terzenquartett“
- Streichquartett in B-Dur op. 1,2 VB 181, „Bratschenquartett“
- Streichquartett in C-Dur op. 1,5 VB 182, „Jagdquartett“
- Streichquartett in g-Moll (1782) op. 1,3 VB 183, „Fugenquartett“
- Streichquartett in D-Dur (1782) op. 1,4 VB 184, „Abschiedsquartett“
- Streichquartett in A-Dur (1782) op. 1,1 VB 185, „Göttinger Quartett“
- Streichquartett in C-Dur VB 186, „Frühlingsquartett“
- Streichquartett in G-Dur op. 1,6 VB 187, „Schottisches Quartett“

Weitere Kammermusikwerke
- Flötenquintett in D-Dur op. 7 VB 188, „Wiener Flötenquintett“

Anhang
1. Messe in e-Moll
2. Entracte to Äfventyraren in A-Dur
3. Poeter Prisa Många Gånger in A-Dur
4. Lydia och Arist in Es-Dur
5. Polonaise für Orchester in D-Dur
6. Sinfonie in D-Dur
7. 'Sigmaringer'-Sinfonie Nr. 1 in A-Dur (verschollen)
8. 'Sigmaringer'-Sinfonie Nr. 2 in G-Dur (verschollen)
9. 'Sigmaringer'-Sinfonie Nr. 3 in Es-Dur (verschollen)
10. 'Sigmaringer'-Sinfonie Nr. 4 in C-Dur (verschollen)
11. 'Sigmaringer'-Sinfonie Nr. 5 in D-Dur (verschollen)
12. Trompetenkonzert (verschollen)
13. Variationen für Trompete und Orchester (verschollen)
14. Trio for Klavier, Flöte und Cello in C-Dur
15. Rondo Capriccio für Klavier in G-Dur

### Literarisches Werk
- Tolon. Ein Trauerspiel in drei Aufzügen, Frankfurt am Main / Leipzig 1776 – neu mit einem Nachwort herausgegeben von Matthias Luserke-Jaqui, Hannover : Wehrhahn Verlag 2017, ISBN 978-3-86525-590-7
- Etwas von und über Musik: fürs Jahr 1777. Frankfurt am Main 1778 – Digitalisat (PDF; 8 MB) über die Niedersächsische Staats- und Universitätsbibliothek Göttingen.

## Kraus und Buchen
Noch heute ehrt die Stadt Buchen (Odenwald) ihren bekanntesten Sohn. Nach ihm wurden die örtliche Joseph-Martin-Kraus-Musikschule, der Joseph-Martin-Kraus-Saal und der Joseph-Martin-Kraus-Platz mit Brunnendenkmal benannt. Die Internationale Joseph-Martin-Kraus-Gesellschaft hat ihren Sitz in Buchen. Im Bezirksmuseum wurde in der ehemaligen Wohnung der Familie Kraus eine Gedenkstätte eingerichtet. Seine jüngere Schwester Marianne Kraus wurde Malerin und Hofdame des Erbacher Grafen Franz I. Ihre Bilder sind teilweise mit im Museum ausgestellt.

## Zitate
- „Ich besitze von ihm eine seiner Sinfonien, die ich zur Erinnerung an eines der größten Genies, die ich gekannt habe, aufbewahre. Ich habe von ihm nur dieses einzige Werk, weiß aber, dass er noch anderes Vortreffliches geschrieben hat.“ (Joseph Haydn über die c-Moll-Symphonie)
- „Der Mann hat einen großen Stil!“ (Christoph Willibald Gluck im Gespräch mit Antonio Salieri über Kraus)
- „Gudalike Kraus – Göttlicher Kraus! ich habe eine Begräbnismusik gehört, die bloß einen einzigen Fehler hatte: Sie war so schön, dass ich ihretwegen, solange sie erklang, nicht an die Beerdigung selbst dachte, und nicht an Ihn, der beerdigt wurde. Verzeih mir dafür, Schatten meines Königs! Du hast uns selbst Kraus hergeholt – nun siehst du die Folgen.“ Carl Jonas Love Almquist in Drottningens juvelsmycke (1834)[10]